# Вишефазни системи
Вишефазни системи су средство преноса електричне енергије посредством наизменичне струје. Најчећи пример су трофазни системи који се користе у већини индустријских примена.

## Фазе
Полифазни системи имају два или више проводника који преносе наизменичну струју са дефинисаним временским кашњењем између амплитуда сваког проводника. У модерним постројењима за производњу и пренос користе се три фазе, са фазама померених у времену за једну трећину наизменичног циклуса.
Вишефазни системи морају да обезбеде дефинисани смер обртања фаза, да се избегне напони у супротном смеру обртања не утичу на редослед фаза. Трожични систем са два фазна проводника са размаком од 180 степени су ипак само једна фаза. Такви системи се понекад називају раздвајачи фаза.
На самом почетку комерцијалне употребе електричне енергије, неке инсталације су користиле праве двофазне четворожичне системе за моторе. Главна њихова предност је то да је конфигурација намотаја иста као и за једнофазни мотор покретан кондензатором, и, користећи четворофазни систем, концептуално ове фазе су независне и лаке да се анализирају математичким алатима доступним у то време. Двофазни системи су замењени трофазним. Трофазни системи користе три фазе и повратни проводник који може бити мањег пресека од фазних, а код двофазних система, повратни проводник има 40% већи пресек од фазних, тако да је уштеда материјала на страни трофазних система. У случају система са више од три фазе, повратни проводник не би био нужан, али би мотори који би користили такве системе постали превише компликовани. Двофазно напајање са размаком од 90° између фаза се може добити из трофазних система употребом трансформатора.

## Мотори
Полифазни системи су посебно корисни код наизменичних мотора, као што су асинхрони (индукциони) мотори, где полифазни системи стварају обртно магнетско поље неопходно за рад ових мотора. Када трофазно напајање изврши цео један период, магнетско поље двополног мотора се окреће за 360° у простору; мотори са више пари полова захтевају више периода да комплетирају једно обртање магнетног поља и зато се ови мотори обрћу спорије. Никола Тесла и Михаил Доливо-Добровољски су измислили прве практичне индукционе моторе који су користили обртно магнетско поље. Претходно су сви комерцијални мотори користили једносмерну струју, са скупим комутаторима, четкицама које су захтевале честе замене и карактеристике неповољне за рад у мрежи са наизменичном струјом. Полифазни мотори су били једноставни за производњу и сами су се покретали.

## Системи са бројем фаза већим од 3
Честа пракса за исправљачке инсталације и  конверторе је да се обезбеди шест фаза, са размаком од 60° између фаза, да би се редуковало стварање хармоника у системима са наизменичном струјом и да се обезбеди равнија једносмерна струја. Изграђене су експерименталне преносне линије са бројем фаза до 12.

## Једнофазни пријемници у вишефазним системима
Мањи станови и фабрике су обично снабдевени са једном од три фазе. Појединачни потрошачи су равномерно расподељени између све три фазе да би се уједначила оптерећења по фазама.
Већи станови су напајани са две од три фазе и нултим проводником. Напон између фазног и нултог проводника је 230 V, а напон између две фазе је 400 V.